# Domicil

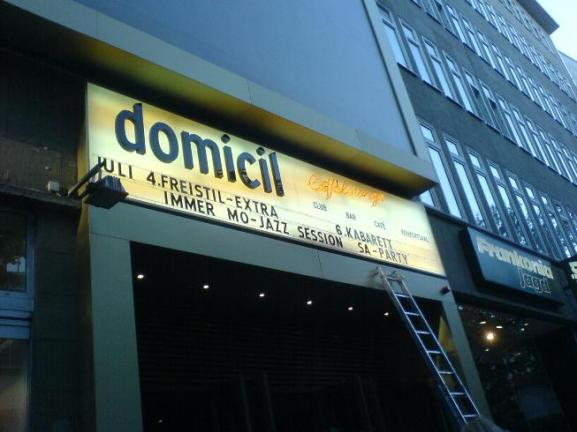
Eingang des neuen "domicil".

Das domicil ist ein Jazzclub in Dortmund. Getragen wird das domicil durch einen eingetragenen, gemeinnützigen Verein. Zielsetzung ist die Förderung von Jazz, Weltmusik und Avantgarde-Musikprojekten. Zurzeit hat der Verein ca. 130 aktive Mitglieder. Das renommierte New Yorker Jazzmagazin Down Beat wählte das domicil mehrfach in die Liste der hundert besten Jazzclubs der Welt.
Der Verein organisiert seit 1971 jährlich am zweiten Weihnachtsfeiertag eine Jazz-Matinee im Foyer des Dortmunder Opernhauses, die jeweils etwa 2.000 Zuhörer anzieht.

## Das altedomicil
Am 14. März 1969, wurde in den Kellerräumen der Kindertagesstätte an der Leopoldstraße 60, Dortmund, in enger Kooperation mit der Stadt Dortmund (damals Jugendamt) der Jazzclub domicil eröffnet. Das domicil verstand sich als Nachfolger des Hot Club Dortmund. Schon im ersten Jahr des Bestehens konnte der Jazzclubs Musiker wie Alexis Korner, Jasper van’t Hof oder Albert Mangelsdorff der Öffentlichkeit präsentieren. Im Laufe der 37-jährigen Konzerttätigkeit gastierten dort u. a. internationale Jazzmusiker wie Betty Carter, Dexter Gordon, Joe Zawinul, Bill Frisell, John Abercrombie, Baden Powell de Aquino, Egberto Gismonti, Bobby Previte.

## Das neuedomicil
Am 21. Oktober 2005 eröffnete nach über 4-jähriger Planungs- und Bauzeit das neue domicil in der Hansastraße. Der Startschuss für den Umbau durch das Dortmunder Architekturbüro Heiderich Hummert Klein Architekten und dem Dortmunder Architekturbüro Andreas Hanke fiel am 14. Mai 2004 mit dem Verkauf der ehemaligen Kino-Bestuhlung. Die gesamte Baumaßnahme wurde vom Ministerium für Städtebau, Wohnen, Kultur und Sport des Landes NRW im Rahmen des Förderprogramms "Initiative ergreifen – Bürger machen Stadt" und der Stadt Dortmund, insbesondere des Kulturbüros der Stadt Dortmund, unterstützt. Hinzu kamen umfangreiche Eigenleistungen mit ca. 15.000 ehrenamtlichen Arbeitsstunden der Vereinsmitglieder des domicils.
Die Räume wurden 1955 nach dem Wiederaufbau als Studiokino der UfA genutzt. Nach dem großen Kinosterben Mitte der 90er Jahre bis 2003 wurden sie als Boulevardtheater (Hansatheater) zwischengenutzt und mehrfach umgestaltet. Baulich gehören die Räume zum Komplex des Westfalenhauses, das auch über einen Hochhausturm verfügt und als eines der ersten Stahlskeletthochbauten in Deutschland vom Kölner Architekten und Bauunternehmer Jakob Koerfer bereits 1922 erbaut wurde. Im Westfalenhaus haben neben diversen Büronutzungen Kultur- und Gastronomie-Einrichtungen eine lange Tradition. Dazu gehören das ehemals größte westdeutsche Lichtspielhaus für Tonfilm, der "Emelka"-Filmpalast, und das spätere Capitol-Kino – in den 1950er Jahren auch ein Spielort für Live-Jazz – und auch zahlreiche Bars und Cafés.

Die Spielstätte in der Hansastraße verfügt über drei Teile: die Gastronomie mit klassischer Cocktailbar im Erdgeschoss, den Club (ca. 150 Personen) und den Konzertsaal (max. 500 Personen) im zweiten Obergeschoss.
Im domicil gastieren neben Vertretern der regionalen Szene regelmäßig internationale Jazzmusiker, darunter Dave Holland, Nils Petter Molvær, Nguyên Lê, John Scofield, Richard Bona, Maceo Parker, Bill Frisell, Avishai Cohen, Bennie Wallace, Dave Douglas, Arve Henriksen, Ravi Coltrane, Joshua Redman, Kamasi Washington und viele andere. Der Club ist außerdem Stammlocation der Poetry-Slam-Lesebühne LMBN, des Dortmunder Song Slams und des Jazz Poetry Slams.
2014 konnte das domicil auf sein 45-jähriges Bestehen zurückblicken, im Oktober 2015 wurde das 10-jährige Jubiläum der Spielstätte in der Hansastraße im Rahmen der Internationalen Jazztage u. a. mit einem Jazzbandball begangen.

## Auszeichnungen
2005 erhielten die Mitglieder des Trägervereins domicil Dortmund e.V. für ihr ehrenamtliches Engagement beim Umbau der Spielstätte den Ehrenamtspreis der Stadt Dortmund. In 2010 wurde das domicil beim LEA Award (Live Entertainment Award) nominiert als einer der drei besten Live-Clubs Deutschlands. Seit dem Jahr 2011 erhielt der Club jährlich die Spielstättenprogrammprämie des Landes NRW jeweils für das Programm des Vorjahres unter besonderer Berücksichtigung der Nachwuchsförderung und Präsenz der lokal-regionalen Szene im Programm. Das Jazzmagazin Down Beat (USA) nahm den Club regelmäßig in die Liste der „100 best jazz venues world wide“ auf. Am 25. September 2013 zeichnete Kulturstaatsminister Bernd Neumann das domicil erstmals mit dem Spielstättenprogrammpreis des Bundes aus, der seit jenem Jahr für ein „kulturell besonders hochwertiges Live-Musikprogramm“ an Musikspielstätten vergeben. Auch in den Folgejahren 2014 und 2015 sowie 2023 (seitdem als Bundesmusikpreis APPLAUS firmierend) wurde das domicil damit ausgezeichnet.